# Aleksandr Šustov
Aleksandr Andreevič Šustov (in russo Александр Андреевич Шустов?; 29 giugno 1984) è un altista russo.

## Palmarès
| Anno | Manifestazione   | Sede       | Evento        | Risultato | Prestazione | Note                                     |
| ---- | ---------------- | ---------- | ------------- | --------- | ----------- | ---------------------------------------- |
| 2005 | Europei under 23 | Erfurt     | Salto in alto | 12º       | 2,15 m      |                                          |
| 2007 | Universiadi      | Bangkok    | Salto in alto | Oro       | 2,31 m      |                                          |
| 2009 | Europei indoor   | Torino     | Salto in alto | 4º        | 2,29 m      |                                          |
| 2010 | Europei          | Barcellona | Salto in alto | Oro       | 2,33 m      | =                                        |
| 2011 | Europei indoor   | Parigi     | Salto in alto | Bronzo    | 2,34 m      | =                                        |
| 2011 | Mondiali         | Taegu      | Salto in alto | 8º        | 2,29 m      |                                          |
| 2012 | Giochi olimpici  | Londra     | Salto in alto | 15º (q)   | 2,26 m      |                                          |
| 2013 | Mondiali         | Mosca      | Salto in alto | 7º        | 2,32 m      | Miglior prestazione personale stagionale |
| 2015 | Europei indoor   | Praga      | Salto in alto | 4º        | 2,28 m      |                                          |

## Altre competizioni internazionali
2010
- Campionati europei a squadre di atletica leggera ( Bergen)